# Bitwa pod Milczą

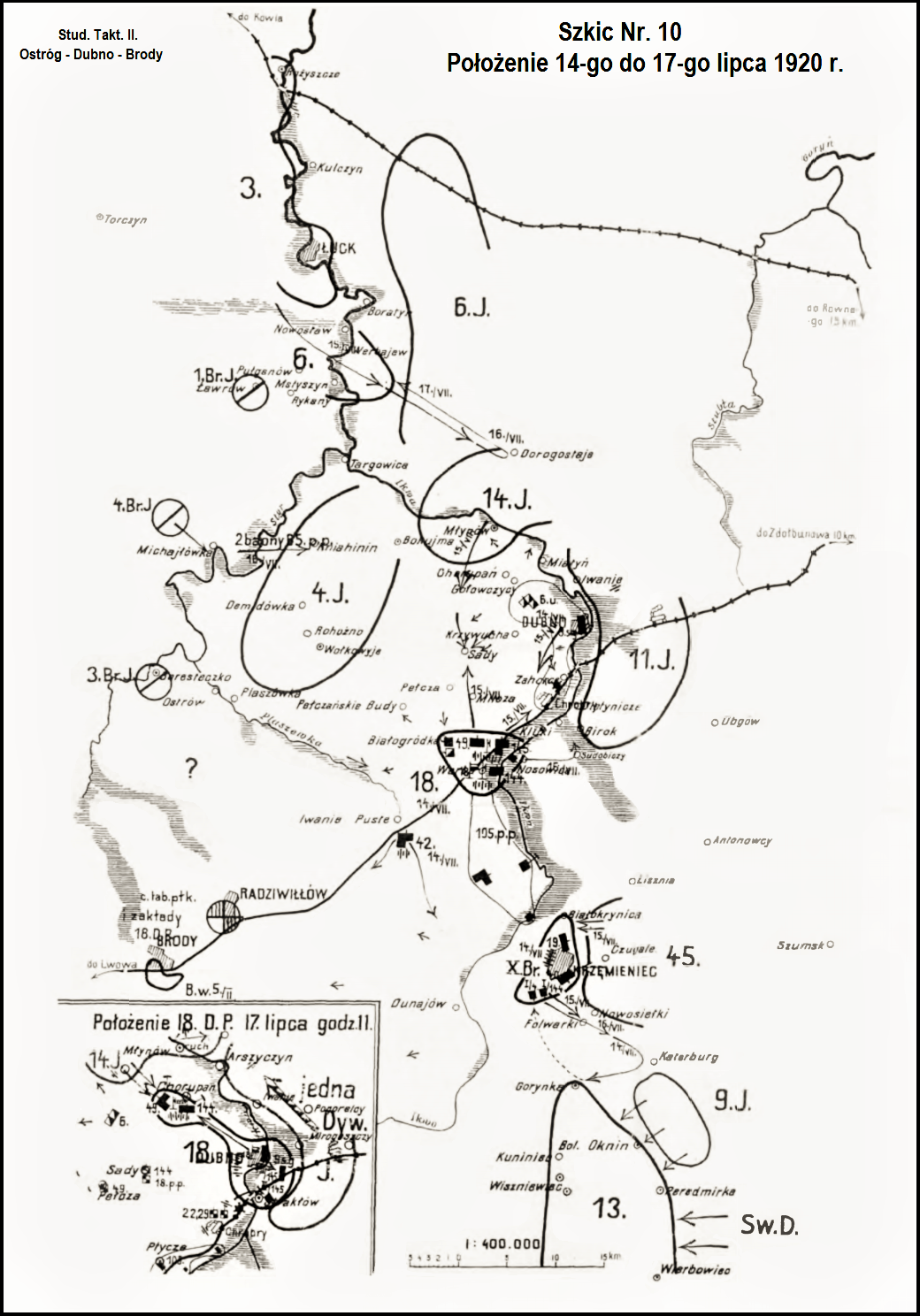
Franciszek Arciszewski, Ostróg – Dubno – Brody. Walki 18 Dywizji Piechoty z konną armją Budiennego

Bitwa pod Milczą – część bitwy pod Dubnem; walki polskiego 49 pułku piechoty ppłk. Karola Staszkiewicza z oddziałami sowieckiej 14 Dywizji Kawalerii Aleksandra Parchomienki, ze składu 1 Armii Konnej Siemiona Budionnego, toczone w okresie ofensywy Frontu Południowo-Zachodniego w czasie wojny polsko-bolszewickiej.

## Sytuacja ogólna
26 maja na Ukrainie wojska sowieckiego Frontu Południowo-Zachodniego przeszły do ofensywy, a już 5 czerwca trzy dywizje sowieckiej 1 Armii Konnej Siemiona Budionnego przełamały trwale polski front pod Samhorodkiem na odcinku obrony grupy gen. Jana Sawickiego. 10 czerwca odwrót spod Kijowa w kierunku na Korosteń rozpoczęła polska 3 Armia. W ostatnich dniach czerwca poszczególne związki operacyjne Frontu Ukraińskiego, dowodzonego już przez gen. Edwarda Rydza-Śmigłego, ugrupowane były w następujący sposób: Armia Ukraińska gen. Michajła Omelianowicza-Pawlenki skupiona była nad Dniestrem, w kierunku granicy z Rumunią, 6 Armia gen. Wacława Iwaszkiewicza-Rudoszańskiego zajmowała odcinek frontu Dniestr–Chmielnik–Lubar, nowo sformowana 2 Armia gen. Kazimierza Raszewskiego znajdowała się na linii rzek Słucz i Horyń, a 3 Armia gen. Edwarda Rydza-Śmigłego rozlokowana była nad Uborcią.
4 lipca oddziały sowieckiej 14 Armii przełamały polską obronę pod Barem i wyszły na tyły 6 Armii. Celem zamknięcia luki i przywrócenia łączności pomiędzy dwoma polskimi armiami, została zorganizowana i skierowana nad Horyń Grupa gen. Franciszka Krajowskiego. 9 lipca Grupa osiągnęła rejon Obgowa, skąd planowano uderzenie na Dubno. Około południa 11 lipca nadszedł rozkaz uderzenia na sowiecką 11 Dywizję Kawalerii, stojącą na wschód od Dubna. Wcześniej gen. Franciszek Krajowski miał rozbić oddziały sowieckiej 45 Dywizji Strzelców, stojące pod Krzemieńcem, a następnie odzyskać Dubno i obsadzić Ikwę na odcinku Dubno – Krzemieniec.

## Walki pod Milczą
15 lipca, podczas drugiego natarcia 18 Dywizji Piechoty na Dubno, 49 pułk piechoty ppłk. Karola Staszkiewicza, wzmocniony I dywizjonem 18 pułku artylerii polowej, ruszył z Ptyczy na Małą Milczę i Sady.
Idący w awangardzie III batalion mjr. Klemensa Mościckiego wpadł w zasadzkę, a sowiecka artyleria prowadziła ogień na wprost z małej odległości. Polski batalion rozwinął się w tyralierę i przy wsparciu ogniowym plutonu 2/18 pułku artylerii polowej ruszył do natarcia.
Osłaniająca artylerię sowiecka kolumna kawalerii była tak zaskoczona zdecydowanym działaniem 9 kompanii, że w gęstym lesie Kozacy nie mogli wykorzystać swojego podstawowego atutu, jakim jest szarża.
Kawaleria sowiecka ratowała się ucieczką, obsługa osamotnionej baterii początkowo broniła się w walce wręcz, ale została wybita przez piechurów 10 kompanii ppor. Antoniego Wiktorowskiego.
Po pewnym czasie nieprzyjacielska kawaleria przegrupowała siły i uderzyła w szyku pieszym na polski batalion. Przeciwnik próbował odzyskać działa, ale atak został odparty. Bardzo pomocne w walce w lesie okazały się granaty ręczne. Po zakończonej walce 49 pułk piechoty maszerował dalej i około północy stanął w Sadach.

## Bilans walk
Bój zakończył się sukcesem 49 pułku piechoty. Straty III/49 pułku piechoty to 9 rannych żołnierzy. Sowieci stracili 36 poległych, w tym dowódcę brygady kawalerii, i 4 działa. Z zeznań jeńców wynikało, że walczono z oddziałami 14. i 11 Dywizji Kawalerii, maszerującymi na Ptyczę.